# کوه مورون
کوه مورون (روسی: Мурун) یک کوه در یاقوتستان کشور روسیه است.